# George de Forest Brush

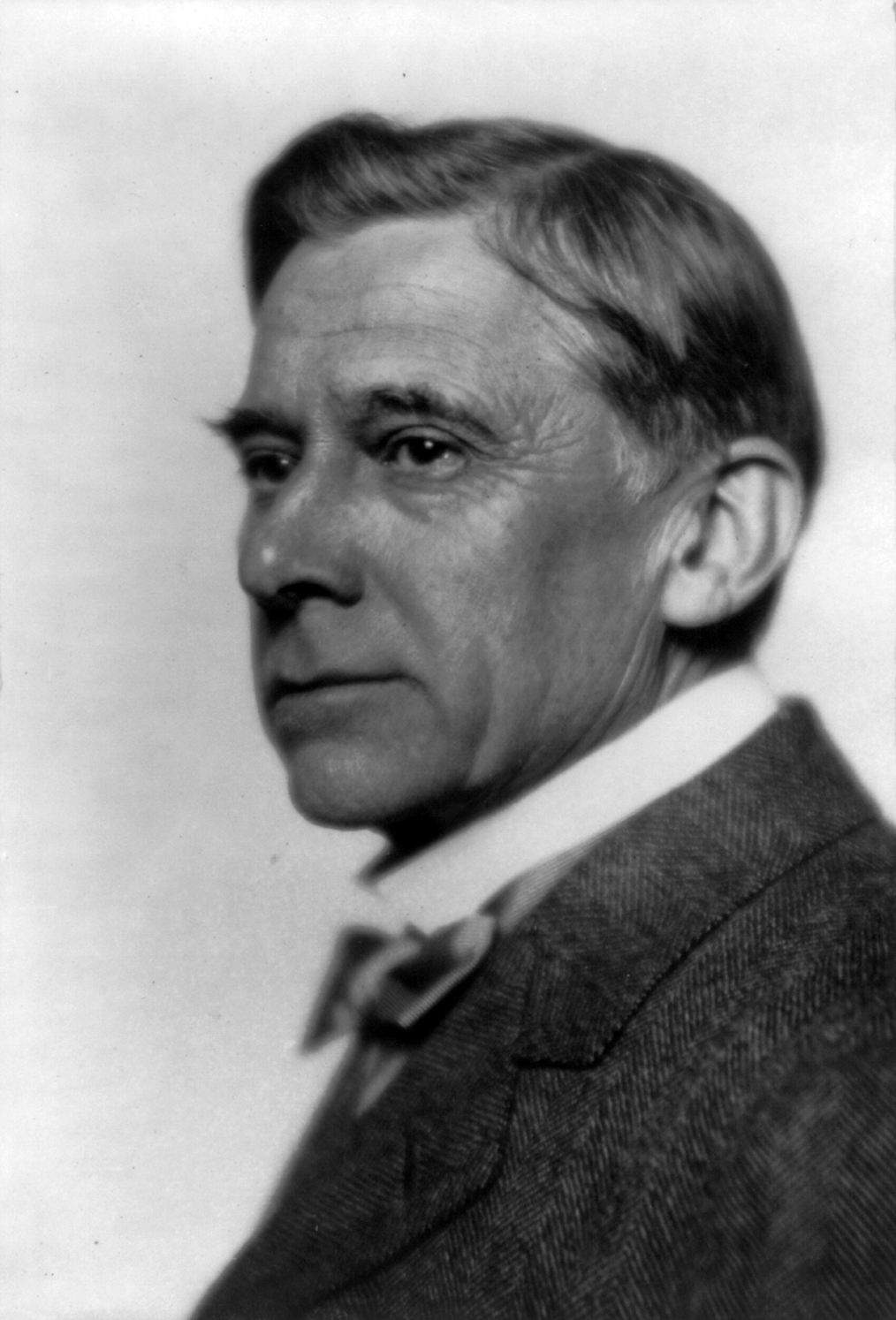
George de Forest Brush, 1918

George de Forest Brush (* 28. September 1855 in Shelbyville, Tennessee; † 24. April 1941 in Hanover, New Hampshire) war ein US-amerikanischer Maler, der für seine Darstellungen von Indianern und Familiengruppen bekannt wurde.

## Leben
George de Forest Brush wuchs in Danbury, Connecticut, auf. Er studierte an der National Academy of Design in New York und setzte seine Ausbildung in Paris bei Jean-Léon Gérôme an der École des Beaux-Arts fort. 

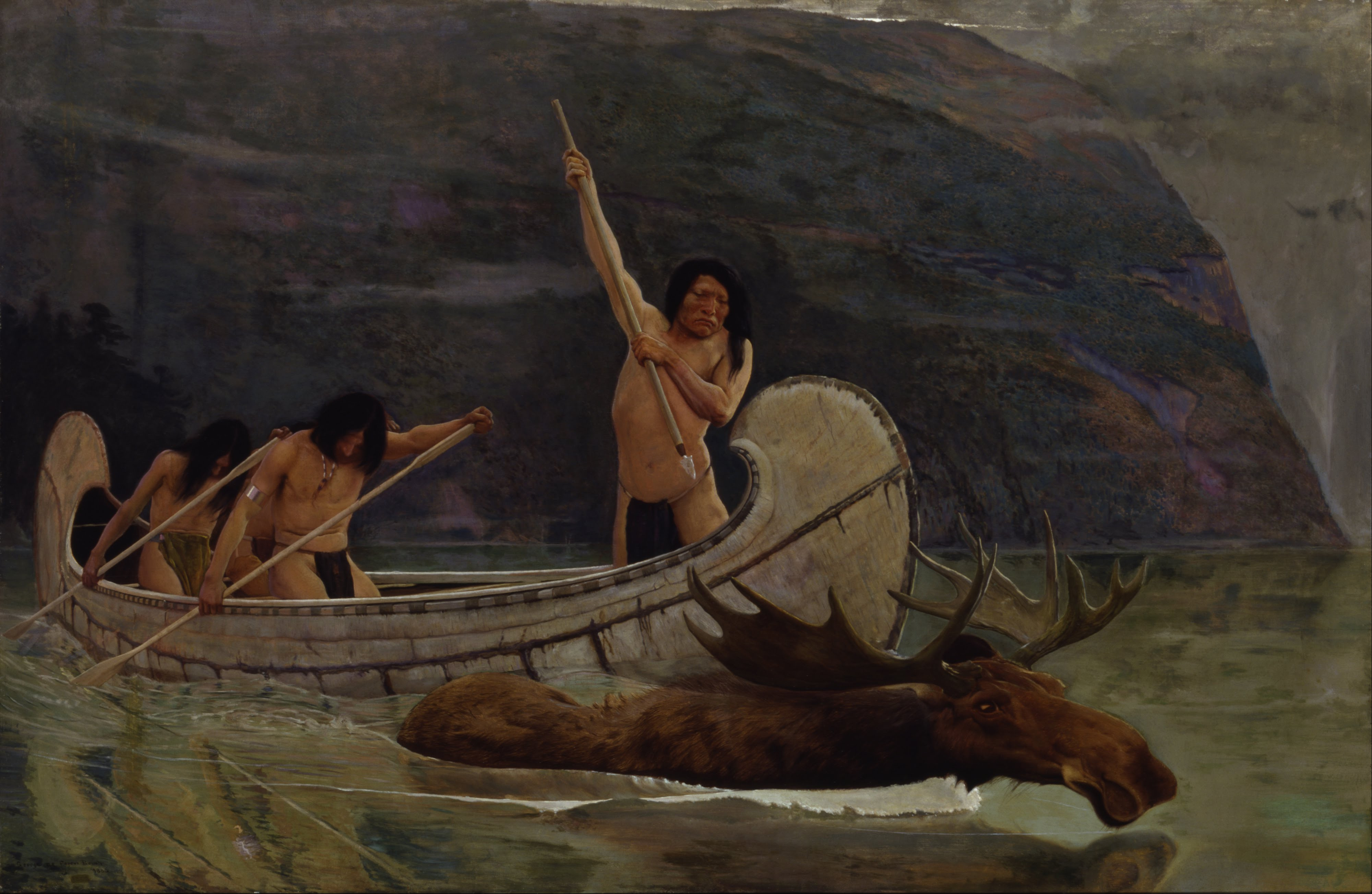
The Moose Chase (Die Elchjagd), 1888. Smithsonian American Art Museum

Nach seiner Rückkehr in die USA im Jahr 1880 reiste George de Forest Brush in den Westen und lebte mehrere Monate bei verschiedenen Indianerstämmen, darunter die Arapaho, Crow und Shoshone. Diese Erfahrungen inspirierten ihn zu einer Reihe von Gemälden, die das Leben der Indianer in romantisierender Weise darstellten. 
Später wandte sich George de Forest Brush Themen zu, die von der italienischen Renaissance beeinflusst waren, insbesondere Darstellungen von Mutter-Kind-Gruppen. Seine Werke wurden mehrfach ausgezeichnet, unter anderem mit Goldmedaillen auf der Weltausstellung in Chicago (1893) und der Exposition Internationale in Paris (1900). 
George de Forest Brush war auch an der Entwicklung von Tarntechniken für das Militär beteiligt. Zusammen mit seinem Freund Abbott H. Thayer arbeitete er an Methoden zur Tarnung von Schiffen und Flugzeugen.

## Werk

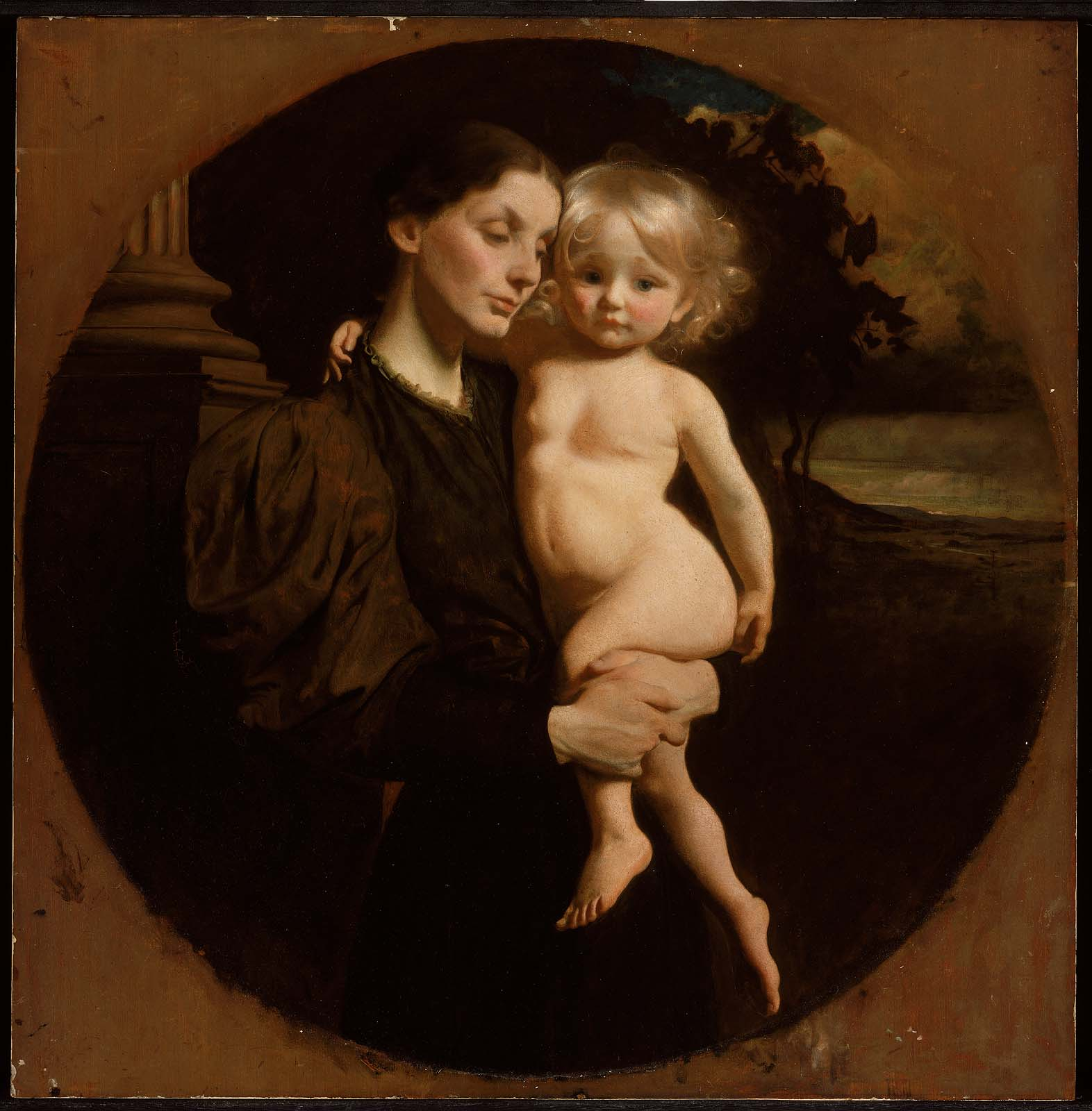
Mother and Child (Mutter und Kind), 1895. Museum of Fine Arts, Boston

George de Forest Brushs Gemälde zeichnen sich durch realistische Darstellung und Einfühlungsvermögen in seine Sujets aus. Seine frühen Werke konzentrierten sich auf das Leben der Indianer, während seine späteren Arbeiten häufig Mutter und Kind im Renaissancestil zeigen. 